# Miaouss et ses évolutions
Pour les articles homonymes, voir Persian.
Miaouss (ニャース, Nyarth, dans les versions originales en japonais.) et son évolution, Persian (ペルシアン, Persian), sont deux espèces de Pokémon de première génération. Berserkatt (ニャイキング, Nyaikingu) est un Pokémon de la huitième génération exclusive à la région de Galar.
Issus de la célèbre franchise de médias créée par Satoshi Tajiri, ils apparaissent dans une collection de jeux vidéo et de cartes, dans une série d'animation, plusieurs films, et d'autres produits dérivés, ils sont imaginés par l'équipe de Game Freak et dessinés par Ken Sugimori. Leur première apparition a lieu au Japon en 1996, dans le jeu vidéo Pokémon Vert exclusivement. Ces deux Pokémon sont tous du type normal et occupent respectivement les 52e et 53e emplacements du Pokédex, l'encyclopédie fictive recensant les différentes espèces de Pokémon.
Berserkatt est de type acier et il est le 863e du Pokédex.
Comme Pikachu, Miaouss est un des personnages principaux de la série télévisée Pokémon et apparaît dans la quasi-totalité des épisodes.

## Création

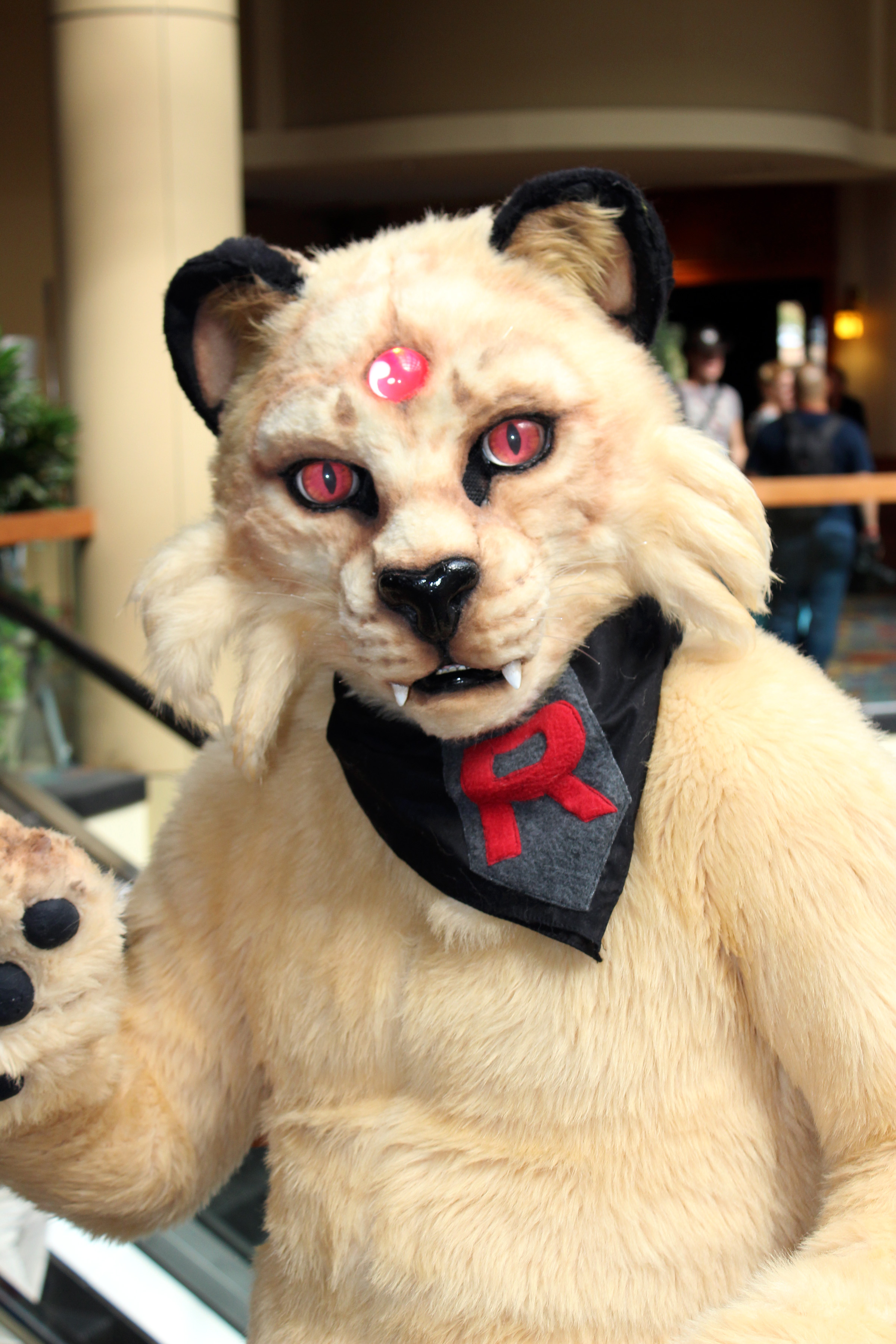
Cosplay de Persian à l'Anime USA 2014, aux États-Unis.

Propriété de Nintendo, la franchise Pokémon est apparue au Japon en 1996 avec les jeux vidéo Pocket Monsters Vert et Pocket Monsters Rouge. Son concept de base est la capture et l'entraînement de créatures appelées Pokémon, afin de leur faire affronter ceux d'autres dresseurs de Pokémon. Chaque Pokémon possède un ou deux types – tels que l'eau, le feu ou la plante – qui déterminent ses faiblesses et ses résistances au combat. En s'entraînant, ils apprennent de nouvelles attaques et peuvent évoluer en un autre Pokémon.

### Conception graphique

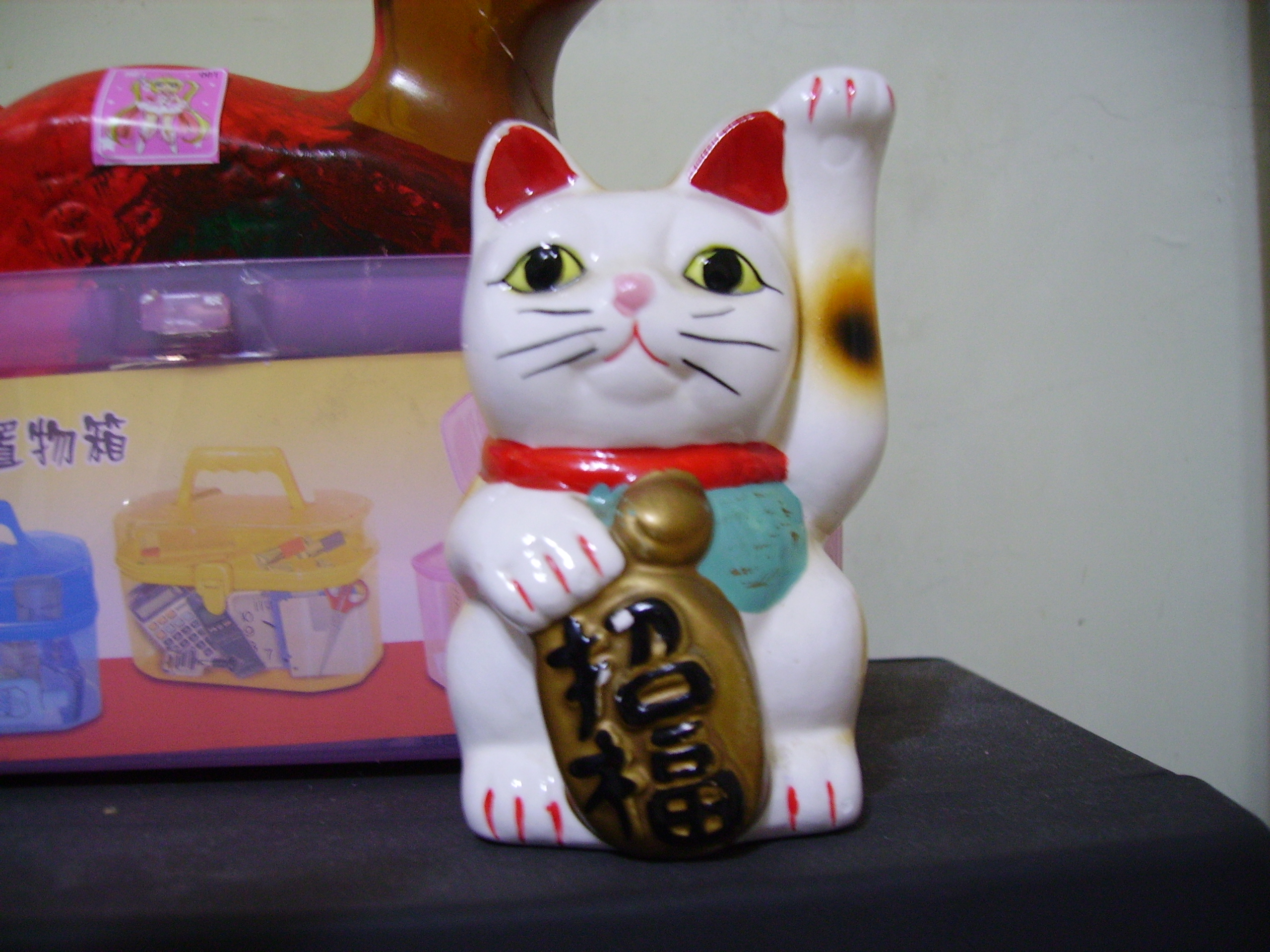
Miaouss est inspiré du maneki-neko.

La conception de Miaouss et de Persian est le fait, comme pour la plupart des Pokémon, de l'équipe chargée du développement des personnages au sein du studio Game Freak. Leur apparence est finalisée par Ken Sugimori pour la première génération des jeux Pokémon, Pokémon Rouge et Pokémon Vert, sortis à l'extérieur du Japon sous les titres de Pokémon Rouge et Pokémon Bleu,.
Lors d'un entretien, Satoshi Tajiri a expliqué que Miaouss est inspiré d'un proverbe japonais sur la valeur de l'argent : un chat portant de l'argent sur sa tête sans savoir qu'il est là. De plus, sa pose dans les versions rouge et bleue évoque le maneki-neko. Il s'agit d'un chat en porcelaine qui se place à l'entrée des magasins et qui rapporterait de l'argent. La statue de porcelaine porte habituellement un koban, comme celui qu'à Miaouss sur son front. Persian, avec son air de chat siamois ou de puma plutôt que de son quasi-homonyme le persan, semble plutôt être inspiré du Carbuncle, un animal mythologique d'Amérique latine.
Junichi Masuda avance que Miaouss a été inspiré du chat de Satoshi Tajiri.

### Étymologie
Miaouss et Persian sont initialement nommés Nyarth (ニャース, Nyāsu) et Persian (ペルシアン, Perushian) en japonais. Ces noms sont ensuite adaptés dans trois langues lors de la parution des jeux en Occident : anglais, français et allemand ; le nom anglais est utilisé dans les autres traductions du jeu.
Nintendo choisit de donner aux Pokémon des noms « astucieux et descriptifs », liés à l'apparence ou aux pouvoirs des créatures, lors de la traduction des jeux ; il s'agit d'un moyen de rendre les personnages plus compréhensibles pour les enfants, notamment américains. Nyarth est renommé « Meowth » en anglais, « Mauzi » en allemand et « Miaouss » en français et Persian conserve le même nom en anglais et en français et devient « Snobilikat » en allemand. Selon IGN et Pokébip, le nom anglais de Miaouss est un mot-valise composé des mots « meow » (miaou en français) et de « mouth » (bouche), le nom français est un dérivé de « miaou », le cri du chat. Le nom Persian semble dérivé du persan,. IGN appuie que le Pokémon aurait pu s'appeler « Purrsion », composé avec le mot « purr » (ronronnement).

## Description
Ces deux Pokémon sont l'évolution l'un de l'autre : Miaouss évolue en Persian. Dans les jeux vidéo, cette évolution survient en atteignant le niveau 28,.
Dans la région de Galar, c'est la forme de Galar qui fait évolue Miaouss en Berserkatt au niveau 28.
Excepté le Miaouss de la Team Rocket qui a appris à parler, les autres Miaouss et les Persian, comme pratiquement tous les Pokémon, ne peuvent pas parler : lors de leurs apparitions dans les jeux vidéo tout comme dans la série d'animation, ils ne peuvent pas parler et ne sont seulement capables de communiquer verbalement en répétant les syllabes de leur nom d'espèce en utilisant différents accents, différentes tonalités, et en rajoutant du langage corporel.

### Miaouss
Miaouss est un Pokémon présent depuis la première génération. Il s'est imposé comme l'un des Pokémon principaux grâce à ses apparitions fréquentes dans l'anime. Miaouss est un Pokémon de type normal.

### Persian
Persian est un Pokémon de la famille des chadeville (type normal) de la 1e génération. L'étymologie de Persian serait la race de chat Persan. Persian est un Pokémon qui mime le caractère de son maître. Il mesure 100 cm de haut et pèse 32 kg.
C'est un quadrupède félin ayant une apparence qui va du chat au puma. Il possède comme caractéristiques principales une pierre précieuse ressemblant à un rubis sur le front et l'extrémité de la queue  enroulée comme sa pré-évolution, Miaouss. Ce Pokémon plutôt snob et difficile à apprivoiser devient docile lorsqu'il est attrapé par ses excroissances en forme de vibrisses.

### Berserkatt
Berserkatt est un Pokémon de la huitième génération. C'est l'évolution du Miaouss de la région de Galar.

### Forme d'Alola
Miaouss dispose d'une forme de la région d'Alola. Persian est l'évolution de Miaouss avec le bonheur au maximum. Ils sont tous les deux de type ténèbres.

### Forme de Galar
Miaouss dispose d'une forme de la région de Galar. Berserkatt est une évolution exclusive. Ils sont tous les deux de type acier.

## Apparitions

### Jeux vidéo
Miaouss et Persian apparaissent dans la série de jeux vidéo Pokémon. D'abord en japonais, puis traduits en plusieurs autres langues, ces jeux ont été vendus à plus de 200 millions d'exemplaires à travers le monde. Ils font leur première apparition le 27 février 1996, dans les jeux japonais Pocket Monsters Aka (ポケットモンスター 赤, Poketto Monsutā Aka, Pocket Monsters Rouge) et Pocket Monsters Midori (ポケットモンスター 緑, Poketto Monsutā Midori, Pocket Monsters Vert) (remplacé dans les autres pays par la version Bleue). Néanmoins, ils sont exclusifs à Pokémon Vert (Pokémon Version Bleue en Occident). Depuis la première édition de ces jeux, Miaouss et Persian sont réapparus dans les versions argent, cristal, rouge feu, vert feuille, diamant, perle, platine, noir 2 et blanc 2,.
Il est possible d'avoir un œuf de Miaouss en faisant se reproduire deux Pokémon dont au moins un Miaouss ou un Persian femelle. Cet œuf éclot après 5 120 pas, et un Miaouss de niveau 5 en sort. Miaouss et Persian appartiennent au groupe d'œuf champ. Deux de leurs capacités sont identiques, « Technicien » et « Tension », la troisième est « Ramassage » pour Miaouss et « Échauffement » pour Persian.
Miaouss apparaît dans d'autres jeux de la franchise Nintendo. Le Pokémon peut être pris en photo dans Pokémon Snap, sert de niveau bonus à la version bleue de Pokémon Pinball.

### Série télévisée et films
La série télévisée Pokémon et les films qui en sont issus narrent les aventures d'un jeune dresseur de Pokémon du nom de Sacha, qui voyage à travers le monde pour affronter d'autres dresseurs ; l'intrigue est souvent distincte de celle des jeux vidéo. Miaouss apparaît pour la première fois au second épisode intitulé Pokémon aux urgences aux côtés de la Team Rocket et de ce fait il apparaît à quasiment tous les épisodes. Ce Miaouss est capable de parler et de se déplacer tel un être humain. Durant l'épisode Hollywood nous voilà !, Miaouss explique l'acquisition de cette « faculté » par la volonté de conquérir le cœur de Miaoussi, un Miaouss féminin, intéressée uniquement par les humains. Toutefois, lorsque Miaouss parvient à maîtriser le langage humain, Miaoussi ne le reconnait alors ni comme un Pokémon ni comme un humain, mais comme un monstre. Depuis, il s'est enrôlé dans la Team Rocket.
Persian est le Pokémon du chef de la Team Rocket, Giovanni. Miaouss souhaite prendre sa place. Un autre Miaouss apparait lors de l'épisode Miaouss à plumes, il appartient au dresseur Tyson et porte un chapeau et une cape, rappelant le chat botté.
Dans la version japonaise, le Miaouss de la Team Rocket est doublé par Inuko Inuyama. Le même personnage est doublé en français par Nessym Guetat de la première saison à la huitième, puis par Philippe Tasquin de la neuvième saison jusqu'à la vingt-et-unième saison, puis par Didier Colfs à partir de la vingt-deuxième saison, et en anglais par Madeleine Blaustein.

## Réception
Miaouss et les Pokémon ont été parodiés par les Nous Ç Nous. Miaouss apparaît sur la coque de la Nintendo 64 spéciale Pokémon, faisant partie de l'ensemble Pokémon Stadium Battle. Pour la Coupe du monde de football de 2014, Miaouss et d'autres Pokémon deviennent les mascottes officielles de l'équipe du Japon de football.